# آلکساندر آنیوکوف
آلکساندر آنیوکوف (زادهٔ ۲۸ سپتامبر ۱۹۸۲) بازیکن فوتبال اهل کشور روسیه است.
وی برای تیم ملی روسیه ۶۸ بازی انجام داده و ۱ گل به ثمر رسانده‌است. پست تخصصی این بازیکن نیز، دفاع است.